# Paula Pareto
Paula Pareto (n. 16 ianuarie 1986, San Fernando⁠(d), Buenos Aires, Argentina) este o sportivă ce a reprezentat Argentina, medaliată olimpică. A participat la 4 ediții ale Jocurilor Olimpice (2008, 2012, 2016, 2020) în care a câștigat o medalie de bronz.